# Gunter Oettel
Gunter Oettel (* 29. November 1957 in Grünhainichen) ist ein deutscher Verleger, Archäologe und Regionalhistoriker.

## Leben
Oettel wuchs in Grünhainichen und Freiberg auf. Er studierte Geschichte an der Pädagogischen Hochschule „Karl Friedrich Wilhelm Wander“ Dresden und promovierte 1986 mit einer von Gerhard Billig betreuten Dissertation über die Pechsiederei und Grubenköhlerei. Anschließend war Oettel in der Bodendenkmalpflege tätig. Nach der Wende wirkte Oettel zunächst als freiberuflicher Archäologe an baubegleitenden archäologischen Untersuchungen in Zittau und Oybin. Nachdem das Sächsische Landesamt für Archäologie diese Arbeiten in Eigenregie übernommen hatte, machte sich Oettel als Verleger selbstständig. Zuvor hatte er bereits für den Zittauer Geschichts- und Museumsverein die Produktion der Zittauer Geschichtsblätter übernommen.
Neben Buchpublikationen als Autor bzw. Herausgeber verfasste Oettel auch zahlreiche Aufsätze in archäologischen und heimatgeschichtlichen Zeitschriften.
Gunter Oettel ist mit der Historikerin Cornelia Wenzel verheiratet. Der Geograph Andreas Oettel (1956–2024) war sein Bruder.

## Verlag Gunter Oettel
Die Verlagstätigkeit begann 1995 in Zittau mit der Herausgabe der Zittauer Geschichtsblätter. Später hatte der Verlag seinen Sitz in Bad Muskau, seit 2000 ist er in Görlitz ansässig. Inzwischen ist das Sortiment auf über 150 selbst produzierte Bücher angewachsen.
Der Schwerpunkt der Veröffentlichungen bezieht sich auf die Ober- und Niederlausitz, Sachsen, Schlesien und angrenzende Gebiete. Thematisch befassen sie sich vor allem mit Geschichte, Kunstwissenschaften, Architektur, Archäologie, Denkmalpflege, Museen und regionalen Besonderheiten. Im Verlag Gunter Oettel erscheinen neben Begleitbänden für Ausstellungen auch die Zittauer Geschichtsblätter, das Görlitzer Magazin sowie Beihefte zum Neuen Lausitzischen Magazin.

## Publikationen (Auswahl)
- Die slawische Pechsiederei im Wermsdorfer Forst, Kr. Oschatz – ihre Aussagen zum Entwicklungsstand der Produktivkräfte und ihre geschichtsideologischen Potenzen, Diplomarbeit, Pädagogische Hochschule „Karl Friedrich Wilhelm Wander“, Dresden 1983.
- Die ur- und frühgeschichtliche Besiedlung von Eckartsberg, Kr. Zittau, Pädagogische Hochschule „Karl Friedrich Wilhelm Wander“ Sektion GGK, WB Ältere Geschichte, Dresden 1986.
- Albersdorf und „Schloss Hayn“ – ein mittelalterlicher Wüstungskomplex im Wermsdorfer Forst, Kr. Oschatz (= Arbeits- und Forschungsberichte zur sächsischen Bodendenkmalpflege Bd. 30), Dresdener Verlag 1986.
- Die Stellung der Pechsiederei und Grubenköhlerei in der Entwicklung der Produktivkräfte auf der Grundlage archäologischer Quellen und ihre Beziehung zur Herausbildung feudaler Produktionsverhältnisse im Südosten der DDR, Diss. A, Pädagogische Hochschule „Karl Friedrich Wilhelm Wander“, Dresden 1986. Online in den Digitalen Sammlungen der SLUB
- mit Gerhard Billig: Ausgrabungen im Wermsdorfer Forst. Eine Forschungsbilanz (= Dresdner Reihe zur Forschung. Bd. 87, 14). Pädagogische Hochschule „Karl Friedrich Wilhelm Wander“, Dresden 1987.
- Oybin – Burg und Kloster,  Hrsg. Burg- und Klosteranlage Oybin, Verlag Gunter Oettel, 1999, ISBN 3-932693-43-4.
- Die archäologische Sammlung der Städtischen Museen Zittau, Verlag Gunter Oettel, 2011.
- Görlitz – alte neue Stadt an der Neiße, Verlag der Graphischen Werkstätten Zittau, 2016, ISBN 978-3-946165-06-4.
- Sagen und Geschichten aus dem Zittauer Land, Verlag der Graphischen Werkstätten Zittau, 2017, ISBN 978-3-946165-15-6.

Als Herausgeber (Auswahl)
- (mit Volker Dudeck) 650 Jahre Oberlausitzer Sechsstädtebund  1346–1996, (= 4. Symposium der Geschichtskommission der Euroregion NEISSE, Zittau), Verlag Gunter Oettel, 1997, ISBN 3-9804900-7-6.
- Franz Ulrich Apelt: Aus meiner Zeit – Lebenserinnerungen, (= Mitteilungen des Zittauer Geschichts- und Museumsvereins. Beiheft 2), Verlag Gunter Oettel, 2001, ISBN 3-932693-62-0.
- (mit Andreas Bednarek) Ernst-Heinz Lemper: Görlitz – eine historische Topographie,  Verlag Gunter Oettel, 2009, ISBN 978-3-938583-16-6.
- (mit Steffen Gärtner) Carl Gottlob Moráwek 1816–1896 – Gärtner, Heimatforscher, Volksbildner (= Mitteilungen des Zittauer Geschichts- und Museumsvereins; Bd. 33), ISBN 978-3-944560-30-4.
- (mit Thomas Napp) Zwischen Neiße, Schöps und Spree – der Landkreis Görlitz, Verlag Gunter Oettel, 2011, ISBN 978-3-938583-79-1.